# Tor Granlund
Tor Erik Granlund, född 2 februari 1910 i Kristina, död 10 februari 1997, var en finländsk jurist.
Granlund, som var son till Artur Fredrik Väinö Granlund och Hanna Söderström, blev student 1929, avlade högre rättsexamen 1934 och blev vicehäradshövding 1938. Han var länsman i Kalajoki distrikt 1939–1943, tillförordnad biträdande stadssekreterare i Vasa 1943, tillförordnad länsman i Storkyro 1944, tillförordnad yngre länssekreterare vid Vasa länsstyrelse 1944–1946, yngre justitierådman vid Gamlakarleby magistrat och rådhusrätt 1946–1957 samt var häradshövding i Pielavesi domsaga 1957–1965 och i Mäntsälä domsaga från 1965. Han var ordförande i Gamlakarleby hyresnämnd 1946–1950.